# Левчук Тимофій Васильович
Тимофі́й Васи́льович Левчу́к  (6 (19) січня 1912 , Бистріївка, Київська губернія  — 14 грудня 1998 , Київ ) — український кінорежисер, педагог. Батько української мистецтвознавиці Лариси Левчук і тесть кінорежисера Григорія Кохана. Депутат Верховної Ради УРСР 6—11-го скликань. Кандидат у члени ЦК КПУ в 1976—1990 роках.

## Життєпис
Народився 6 (19) січня 1912 року в селі Бистріївці (тепер Ружинського району Житомирської області). З вересня 1928 по травень 1930 року навчався на шкільному відділі Коростишівського педагогічного технікуму. З 1930 року працював агітпропом Коростишівського районного комітету ЛКСМУ.
У 1934 році закінчив режисерський факультет Київського державного інституту кіноінженерів. З 1935 року — асистент режисера, з 1945 року — режисер Київської кіностудії. Працював в групах Івана Кавалерідзе («Перекоп», «Коліївщина», «Прометей») і Володимира Брауна («Блакитні дороги»). Учасник радянсько-німецької війни. Член ВКП(б) з 1942 року.
З початку 1950-х років знімав ігрові фільми на кіностудії імені О. Довженка, був режисером дубляжу на українську мову, автором документальних фільмів.
Від 1960 року викладав у Київському театральному інституті імені Карпенка-Карого (з 1970 року — професор).
З 1963 по 1987 рік був 1-м секретарам Спілки кінематографістів УРСР, від 1965 року — секретар правління Спілки кінематографістів СРСР.
Жив в Києві. Помер в Києві 14 грудня 1998 року. Похований на Байковому кладовищі (ділянка № 49а).

## Відзнаки, премії та нагороди
Народний артист УРСР (з 1969 року), Народний артист СРСР (з 1972 року), лауреат Державної премії УРСР імені Т. Г. Шевченка (1971; за кінострічку «Родина Коцюбинських»).
Нагороджений двома орденам Леніна (30.05.1978,), орденом Трудового Червоного Прапора, медалями.

## Фільмографія
1. 1939 «Вершники» (асистент режисера)
2. 1947 «Блакитні дороги» (другий режисер)
3. 1952 «В степах України»
4. 1953 «Калиновий гай»
5. 1955 «Полум'я гніву»
6. 1956 «Іван Франко»
7. 1959 «Киянка»
8. 1960 «Спадкоємці»
9. 1962 «Закон Антарктиди»
10. 1964 «Космічний сплав»
11. 1966 «Два роки над прірвою»
12. 1968 «Помилка Оноре де Бальзака»
13. 1970 «Родина Коцюбинських»
14. 1972 «Довга дорога в короткий день»
15. 1975 «Дума про Ковпака»
16. 1980 «Від Бугу до Вісли»
17. 1982 «Якщо ворог не здається...»
18. 1985 «Ми звинувачуємо»
19. 1986 «І в звуках пам'ять відгукнеться…»
20. 1990 «Війна на західному напрямку» (6 серій)

Могила Тимофія Левчука

21. 1991 «Бухта смерті»

## Книги
- 1974 — «С любовью к зрителю»
- 1980 — «Кіномистецтво Радянської України сімдесятих років»
- 1981 — «Кінорежисура» (у співавт. з В. Ілляшенком)
- 1983 — «Люди и фильмы»
- 1987 — «Тому що люблю: Спогади кінорежисера»